# Kagemand
En kagemand er en kage bagt som en mand med arme og ben.  En kagemand kan også fremstilles med kjole og kaldes så “kagekone”. Man kan også kalde kagen en “kageperson”, hvis det passer bedre til fødselaren. Og vælge den type tøj, som fødselaren mest bruger. 
Den bruges ofte til børnefødselsdage og pyntes ofte med farvet glasur, marcipan og slik, så der fremkommer ansigt, hår og knapper. Lakridssnørebånd i sort, brun eller rød bruges ofte til hår. Nogle kagemænd bages, så der er en tilstræbt lighed med fødselaren, mens andre er bagt som generiske mænd/koner. 
Kagemanden kan bages af wienerbrøds-dej, vandbakkelses-dej eller som  brunsviger.